# Ninón Sevilla
Ninón Sevilla (rođena kao Emelia Pérez Castellanos; Havana, Kuba, 10. studenog 1929. – Ciudad de México, Meksiko, 1. siječnja 2015.) bila je kubansko-meksička glumica i plesačica.
Rođena je na Kubi, ali je otišla u Meksiko 1946. Bila je odgojena od tete i bake, koja je bila veoma pobožna katolkinja.
Emelia se nazvala po Ninon de Lenclos.
Poznata je po ulogama u filmovima i telenovelama; njezina najpoznatija uloga je ona Macarene iz serije Entre el amor y el odio (hrv. Između ljubavi i mržnje).

## Telenovele
- Divlja ruža – Zoraida
- Otimačica – Cachita Cienfuegos
- Rosalinda – Asunción
- Između ljubavi i mržnje – Macarena

## Filmovi
- Sensualidad (film) – Aurora[4]
- Aventura en Río – Alicia/Nelly
- Llévame en tus brazos – Rita

## Osobni život
Ninon je bila nevjenčana supruga producenta Pedra Artura Calderóna, a poslije se udala za glumca Joséa Gila.
Umrla je u dobi od 93 godine.